# Èucrates d'Atenes
Èucrates (en llatí Eucrates, en grec antic Εὐκράτης) fou un demagog atenenc que va ser dirigent de la ciutat en el temps de Cleó una mica abans que aquest.
Podria haver estat el pare del Diodot que va parlar contra Cleó en el debat sobre Mitilene el 427 aC. Aristòfanes el menciona a la seva Lisístrata. Altres Èucrates que també menciona Aristòfanes en aquesta obra eren personatges diferents, un era Èucrates un militar, i l'altre Èucrates, germà de Nícies.